# Bernhard Kölver
Bernhard Kölver (* 2. April 1938 in Köln; † 27. November 2001 in Leipzig) war ein deutscher Indologe und zuletzt Professor an der Universität Leipzig.

## Leben und Wirken
Bernhard Kölver studierte nach dem Schulbesuch in Wertheim, Gummersbach und Fort Myers (Florida) seit 1956 Sprachwissenschaft, Anglistik, Germanistik und Indologie an den Universitäten in Kiel, Glasgow, Göttingen und Frankfurt am Main. Die Promotion erfolgte 1965 an der Universität Frankfurt/M. Nach der Tätigkeit als wissenschaftlicher Hilfskraft an der dortigen Universität und einem einjährigen Bibliotheksreferendariat an der Bayerischen Staatsbibliothek in München wurde Kölver 1967 wissenschaftlicher Assistent am Institut für Indologie der Universität Köln und habilitierte sich dort 1969. Von 1970 bis 1972 hielt sich Kölver in Kathmandu auf und arbeitete dort im Auftrag der Deutschen Morgenländischen Gesellschaft und finanziert durch die Deutsche Forschungsgemeinschaft  im Rahmen des „Nepal German Manuscript Preservation Project (NGMPP)“ an der Sicherung und  Mikroverfilmung nepalesischer Handschriften und anderer wichtiger Quellen. Seit dieser Zeit widmete er sich sehr intensiv der Nepal-Forschung, vor allem der Kultur- und Religionsgeschichte des Kathmandu-Tals.
Von 1972 bis 1976 war Kölver dann als Dozent bzw. außerplanmäßiger Professor für Indologie an der Universität Köln tätig. 1976 wurde er auf den Lehrstuhl für Indologie an der Universität Kiel berufen. Von 1987 bis 1988 nahm er eine Gastprofessur an der Tribhuvan University in Kathmandu wahr; für die Jahre 1991–1992 erhielt er ein Forschungsstipendium am Historischen Kolleg in München. 1993 wurde er auf den Lehrstuhl für Indologie an der Universität Leipzig berufen, den er bis zu seiner vorzeitigen Emeritierung 2001 innehatte. 
1995 wurde Kölver Mitglied der Sächsischen Akademie der Wissenschaften. König Birendra von Nepal zeichnete ihn mit dem „Triśaktipaṭṭa-bhūṣaṇa“ aus.

## Werke
- Der Gebrauch der sekundären Kasus im Tocharischen. Dissertation, Frankfurt/M. 1965.
- Tuḷu texts. With glossary Dravidian tales from the south of India. Steiner, Wiesbaden 1969.
- (als Hrsg.): Hermann Jacobi: Kleine Schriften. zwei Bände, Steiner, Wiesbaden 1970 (Glasenapp-Stiftung, Band 4/1 und 4/2).
- Textkritische und philologische Untersuchungen zur Rājataraṅgiṇi des Kalhaṇa. Steiner, Wiesbaden 1971 (Verzeichnis der orientalischen Handschriften in Deutschland, Suppl. 12) (Habilitationsschrift).
- Zwei unerkannte Ableitungen der Wurzel vap-. In: Münchner Studien zur Sprachwissenschaft. Band 30, 1972, S. 111–127.
- Eine mittelindische Redewendung. In: Studien zur Indologie und Iranistik. Band 1, 1975, S. 49–62.
- (zusammen mit Ulrike Kölver): On Newari noun inflection. In: Zentralasiatische Studien. Band 9, 1975, S. 87–117.
- (mit Niels Gutschow): Ordered space concepts and functions in a town of Nepal. Steiner, Wiesbaden 1975 (Publications of the Nepal Research Centre, Band 1), ISBN 3-515-02077-2.
- A Ritual Map from Nepal. The Women of the Therīgāthā. In: Herbert Franke (Hrsg.): Folia rara. Wolfgang Voigt LXV. diem natalem celebranti ab amicis et catalogorum codicum orientalium conscribendorum collegis dedicata. Steiner, Wiesbaden 1976 (Verzeichnis der orientalischen Handschriften in Deutschland, Suppl. 19), S. 68–80, ISBN 3-515-02166-3.
- Verschliffene Präfixe im Altindischen. Steiner, Wiesbaden 1976 (Abhandlungen für die Kunde des Morgenlandes, Band 42,3), ISBN 3-515-02357-7.
- Ai. vaksas- und Verwandtes. In: Zeitschrift der Deutschen Morgenländischen Gesellschaft. Band 127, 1977, S. 344–368.
- (zusammen mit Ulrike Kölver): Classical Newari verbal morphology. In: Zentralasiatische Studien. Band 12, 1978, S. 273–316.
- Kautalyas Pindakara, reconsidered. In: Dieter Conrad (Hrsg.): Indology and law. Studies in honour of J. Duncan M. Derrett. Steiner, Wiesbaden 1982 (Beiträge zur Südasienforschung, Band 77), S. 168–184, ISBN 3-515-03748-9.
- Kauṭalyas Stadt als Handelszentrum. Der Terminus puṭabhedana-. In: Zeitschrift der Deutschen Morgenländischen Gesellschaft. Band 135, 1985, S. 299–311.
- Stages in the Evolution of a World Picture. In: Nvmen. Band 32, 1985, S. 131–168.
- Documents from the Rudravarṇa-Mahāvihāra, Pāṭan. 1. Sales and mortgages. VGH-Wissenschaftsverlag, Sankt Augustin 1985 (Nepalica, Band 1), ISBN 3-88280-023-2.
- Zwei nepalische Dokumente zur Schuldknechtschaft (Documents from Nepal 4.). In: Zeitschrift der Deutschen Morgenländischen Gesellschaft. Band 136, 1986, S. 434–449.
- (als Hrsg.): Formen kulturellen Wandels und andere Beiträge zur Erforschung des Himālaya. Colloquium des Schwerpunktes Nepal, Heidelberg, 1. – 4. Februar 1984. VGH-Wissenschaftsverlag, Sankt Augustin 1986 (Nepalica, Band 2), ISBN 3-88280-027-5.
- (zusammen mit Niels Gutschow/Ishwaranand Shresthacarya): Newar towns and buildings. An ill. dictionary Newārī - Engl. VGH-Wissenschaftsverlag, Sankt Augustin 1987 (Nepalica, Band 3), ISBN 3-88280-028-3.
- Zur Frühgeschichte der Rasa-Lehre. In: Berliner indologische Studien. Band 6, 1991, S. 21–47.
- (als Hrsg.): Aspects of Nepalese traditions. Proceedings of a seminar held under the auspices of Tribhuvan University Research Division and the German Research Council, March 1990. Steiner, Stuttgart 1992 (Publications of the Nepal Research Centre, Band 19), ISBN 3-515-06129-0.
- Re-building a stūpa. Architectural drawings of the Svayaṃbhūnāth. VGH-Wissenschaftsverlag, Sankt Augustin 1992 (Nepalica, Band 5), ISBN 3-88280-042-9.
- (zusammen mit Atul Kumar Agarwala): Some Forged Copper-Plate Grants from Rajasthan. In: Zeitschrift der Deutschen Morgenländischen Gesellschaft. Band 142, 1992, S. 299–320.
- Ritual und historischer Raum. Zum indischen Geschichtsverständnis. Stiftung Historisches Kolleg, München 1993 (Schriften des Historischen Kollegs. Vorträge, Band 35) (Digitalisat).
- Constructing pagodas according to traditional Nepalese drawings. Akademie-Verlag, Berlin 1996 (Abhandlungen der Sächsischen Akademie der Wissenschaften zu Leipzig, Philologisch-Historische Klasse, Band 74,4), ISBN 3-05-002882-3.
- (als Hrsg.): Recht, Staat und Verwaltung im klassischen Indien. Oldenbourg, München 1997 (Schriften des Historischen Kollegs. Kolloquien, Band 30), ISBN 3-486-56193-6 (Digitalisat).
- Zerfall von Schöpfung und Ordnung: Indien. In: Adam Jones (Hrsg.): Weltende. Beiträge zur Kultur- und Religionswissenschaft. Harrassowitz, Wiesbaden 1999, S. 183–200, ISBN 3-447-04125-0.
- Der König: Herr von allem. In: Franz-Reiner Erkens (Hrsg.): Die Sakralität von Herrschaft. Herrschaftslegitimierung im Wechsel der Zeiten und Räume. Fünfzehn interdisziplinäre Beiträge zu einem weltweiten und epochenübergreifenden Phänomen. Akademie-Verlag, Berlin 2002, S. 181–186, ISBN 3-05-003660-5.
- Das Weltbild der Hindus. Reimer, Berlin 2003, ISBN 3-496-02738-X.